# Statuette du prêtre de Cadix
La statuette du prêtre de Cadix est une statuette de bronze et d'or découverte à Cadix, en Andalousie (Espagne), en 1928 et conservée au musée archéologique national de Madrid. L'œuvre est datée du VIIIe ou du VIIe siècle av. J.-C.

## Découverte
Cette pièce archéologique a été trouvée en 1928, à 5 m de profondeur, durant les travaux de fondation de l'édifice de la Compagnie nationale des téléphones à Cadix, dans le quartier de la Torre de Tavira. Les ouvriers du chantier l'ont remise à l'architecte Francisco Hernández Rubio qui l'a lui-même remise au président de la Compagnie. L'État en a réclamé la propriété et l'œuvre a pu être intégrée dans la collection du Musée archéologique national de Madrid.

## Interprétation
La statuette est interprétée soit comme une représentation du dieu Ptah dont le culte est importé du bassin oriental de la Méditerranée orientale, probablement de Phénicie, soit comme une représentation d'un prêtre du temple de Melkart.